# معین الکاظمی
معین الکاظمی (عربی: معين الكاظمي؛ زادهٔ ۱۹۷۵) سیاست‌مدار اهل عراق است.